# いか踊り
いか踊り（いかおどり）とは、北海道函館市の名産イカをテーマとした踊りである。

## 概要
1981年に函館港まつり用として函館市民の有志グループ「いか踊り実行委員会」が考案、普及につとめた踊りである。「函館港おどり」や「いいんでないかい〜函館港唄〜」とは違い、誰でもすぐ踊れるとのコンセプトで作られ、水産会社に務めていた増野敏幸が振り付けを考案し、20名の踊り手により初披露された。その後1986年のレコード化や1990年代のまちづくり構想「イカノポリス計画」（市の魚にイカを制定）の影響を受け、徐々に認知度を高めていった。
函館港まつりのパレード、ワッショイはこだて（旧：一万人パレード、一万人踊りパレード→三万人パレード）の2部の「サマーカーニバル・子供いか踊り」および3部の「函館いか踊り」で踊られ、自由参加枠でもいか踊りが採用されている。また、函館に寄港するクルーズ船の見送り時には、函館地区クルーズ振興協議会サポーターズ会員によるいか踊り披露を行っている。

## 交流
「青函ツインシティ交流」を結んでいる北海道函館市の「函館いか踊り」との間で、隔年で「ねぶた」と「いか踊り」の相互派遣が行われている。2006年は8月7日のねぶた昼間運行の先頭に「いか踊り」が登場し、2007年は函館に「ねぶた」が派遣された。